# سیارک ۱۲۲۷۵
سیارک ۱۲۲۷۵ (به انگلیسی: 12275 Marcelgoffin، نامگذاری:1990VS5) دوازده هزار و دویست و هفتاد و پنجمین سیارک کشف شده‌است که در ۱۵ نوامبر ۱۹۹۰ کشف شد.
قدر مطلق سیارک برابر ۱۲٫۹۰ است.